# Élection présidentielle mauricienne de 2024
L'élection présidentielle mauricienne de 2024 a lieu le 6 décembre 2024 afin d'élire au suffrage indirect le président de la république du Maurice.
Le candidat du Parti travailliste mauricien, Dharam Gokhool, est élu en l'absence d'opposants.

## Système électoral
Le président de la république de Maurice est élu pour cinq ans par les membres de l'Assemblée nationale, sans limitation du nombre de mandats. Le candidat proposé sur une motion du Premier ministre fait l'objet d'un vote à la majorité absolue qui ne peut être précédé d'un débat. La majorité est calculée sur le total des membres de l'Assemblée, et non seulement de ceux présents. Les candidats doivent être âgés d'au moins quarante ans et avoir résidé à Maurice au cours des cinq années précédant l'élection.

## Résultat
Le Premier ministre Navin Ramgoolam recommande le nom de Dharam Gokhool, ancien ministre de l'Éducation du Parti travailliste comme candidat à la présidence. Cette proposition est votée à l'unanimité par les députés de l'Assemblée nationale, en l'absence d'opposants.
Il prête serment le lendemain au château du Réduit avec Robert Hungley en tant que vice-président et devient le huitième président de la République du pays.